# Solpuga festae
Solpuga festae är en spindeldjursart som beskrevs av Dante Borelli 1925. Solpuga festae ingår i släktet Solpuga och familjen Solpugidae. Inga underarter finns listade i Catalogue of Life.